# Хибботт, Холли
Холли Хибботт (англ. Holly Hibbott; род. 13 декабря 1999, Саутпорт, Северо-Западная Англия) — британская пловчиха. Двукратная чемпионка Европы в эстафете. Серебряный и бронзовый призёр чемпионата Европы на дистанции 400 метров вольным стилем и в смешанной эстафете.

## Карьера
Дебют на крупных международных стартах пришёлся на чемпионат Европы 2018 года в Глазго. Холли сумела завоевать сразу три медали разного достоинства. В личном первенстве на дистанции 400 метров вольным стилем она заняла второе место с результатом 4:05.01. Чемпионкой Европы она стала в составе эстафеты 4×200 метров вольным стилем. Бронзовую медаль же завоевала в другой эстафете смешанной 4х200 вольным стилем.
В мае 2021 года на чемпионат Европы, который проходил в Венгрии в Будапеште, великобританская спортсменка в составе эстафетной команды на дистанции 4 по 200 метров вольным стилем завоевала чемпионский титул.

## Достижения
- Чемпионат Европы по водным видам спорта:

1. Глазго 2018: золото  эстафета 4х200 в/с;
2. Глазго 2018: серебро  400 м в/с;
3. Глазго 2018: бронза  смешанная эстафета 4Х200 в/с;
4. Будапешт 2021: золото  эстафета 4х200 в/с.